# Georg Michael Schmitt
Georg Michael Schmitt (* 29. September 1799 in Oberwittighausen; † 2. Januar 1876 in Karlsruhe) war ein deutscher Geheimer Regierungsrat, Vortragender Rat im Ministerium in Karlsruhe und Mitglied der Badischen Ständeversammlung (1846–1851, 1860–1862).

## Leben
Während des Studiums in Würzburg wurde er 1818 in das Corps Moenania recipiert. 1829 wurde er Kreisassessor in Wertheim, 1832 Regierungsassessor in Rastatt. 1835 wurde er Regierungsrat in Rastatt, ab 1844 war er Regierungsrat in Mannheim. Von 1846 bis 1851 war er Mitglied der Badischen Ständeversammlung für den Wahlbezirk der Stadt Wertheim (S14). Von 1848 bis 1861 war er Geheimer Regierungsrat und Vortragender Rat im Ministerium in Karlsruhe. Von 1860 bis 1862 war er bis zur Niederlegung seines Mandats erneut Mitglied der Badischen Ständeversammlung für den Wahlbezirk der Ämter Tauberbischofsheim und Gerlachsheim (A40). Nach 1861 lebte er längere Zeit in Würzburg, seit 1870 in Wien und zuletzt in Karlsruhe.

## Ehrungen
- Badischer Orden vom Zähringer Löwen I. Klasse